# مثلث برمودا (مسرحية)
مسرحية رعب كوميدية عام2012 تأليف أيمن الحبيل واخراج عبد العزيز المسلم وإنتاج مسرح السلام

## هدف العمل ومميزاته
مسرحية رعب بقالب كوميدي سياسي عرض ضخم يمتاز بالكوميديا النظيفة والقصة الهادفة ومشاهد الرعب المخيفة جدا والإضاءة و الديكور العملاق الذي ياخذك في رحلة مثلث برمودا مع الممثلين

## عبد العزيز المسلم
اشتهر الفنان عبد العزيز المسلم بالمسرحية بدور الكابتن نعيم الذي ادخل الكوميديا المسرحية العربية والعامية بشكل راقي ونظيف

## ملخص الأحداث
تسقط طائرة عائدة من ولاية كالفورنيا الأمريكية وتسقط بمثلث الشيطان مثلث برمودا ويحدث بالعرض مفارقات بين الشعب ورجال البرلمان والفقراء و الاغنياء

## البطولة
عبد العزيز المسلم، انتصار الشراح، جمال الردهان، مي البلوشي، عبد الله البدر، عبد الله الخضر، إيمان فيصل، عمر اليعقوب، جمال الشطي، مشعل الشايع والعديد من شباب الاستعراضيين
| سبقه الزوج يريد تغيير المدام | أعمال مسرح السلام 2012 | تبعه عايلة فن رن |